# Siete colinas de Roma

Las siete colinas.

Las siete colinas de Roma son una serie de promontorios que históricamente han formado el corazón de la ciudad de Roma. Situadas al este del río Tíber, este conjunto geográfico ha protagonizado numerosísimos pasajes literarios y son una referencia muchas veces repetida en la cultura popular.
Las siete colinas de la Roma antigua eran:
- El Aventino (Collis Aventinus), 47 metros de altura.
- El Capitolino (Capitolinus, que tenía dos crestas: el Arx y el Capitolium), 50 metros de altura.
- El Celio (Caelius, cuya extensión oriental se llamaba Caeliolus), 50 metros de altura.
- El Esquilino (Esquilinus, que tenía tres cimas: el Cispius, el Fagutalis y el Oppius), 64 metros de altura.
- El monte Palatino (Collis Palatinus, cuyas tres cimas eran: el Cermalus o Germalus, el Palatium y el Velia), 51 metros de altura.
- El Quirinal (Quirinalis, que tenía tres picos: el Latiaris, el Mucialis o Sanqualis, y el Salutaris), 61 metros de altura.
- El Viminal (Viminalis), 60 metros de altura.

Estas siete colinas figuran de forma prominente en la mitología, la religión y la política romanas. Tradicionalmente se cree que la ciudad de Roma original fue fundada por Rómulo y Remo sobre el monte Palatino (Collis Palatinus). Las primitivas siete colinas eran: Cermalus, Palatium, Velia, picos del monte Palatino, Cispius, Fagutalis, Oppius, picos del monte Esquilino, y Sucusa.
Inicial y tradicionalmente, las siete colinas fueron ocupadas por pequeños asentamientos que se agruparon y formaron una ciudad conocida como «Roma». Los ciudadanos de las siete colinas comenzaron a participar en una serie de juegos religiosos que comenzaron a unir a los grupos. La ciudad de Roma nació por tanto una vez que los asentamientos comenzaron a actuar como grupo, drenando los valles pantanosos que los separaban y convirtiéndolos en mercados y foros.

## Otras colinas de Roma
En el Trastevere se encuentran las colinas Vaticana (del latín Collis Vaticanus), de 75 metros de altura, y Janículo (Ianiculum), de 82 metros de alto, que no se cuentan entre las siete colinas tradicionales. De igual forma, también está el monte Pincio (Mons Pincius), de 54 metros de altura, situado al norte de Roma.